# Сангачальський караван-сарай
Сангачальський караван-сарай (азерб. Sangaçal karvansa-rası) — середньовічний караван-сарай, розташований поблизу селища Сангачали Гарадазького району в Азербайджані, за 45 км від Баку, на старовинному караванному шляху Баку — Сальян. З XIX століття зазначений караванний шлях втратив своє торгове значення і через це перестав використовуватися

## Історія

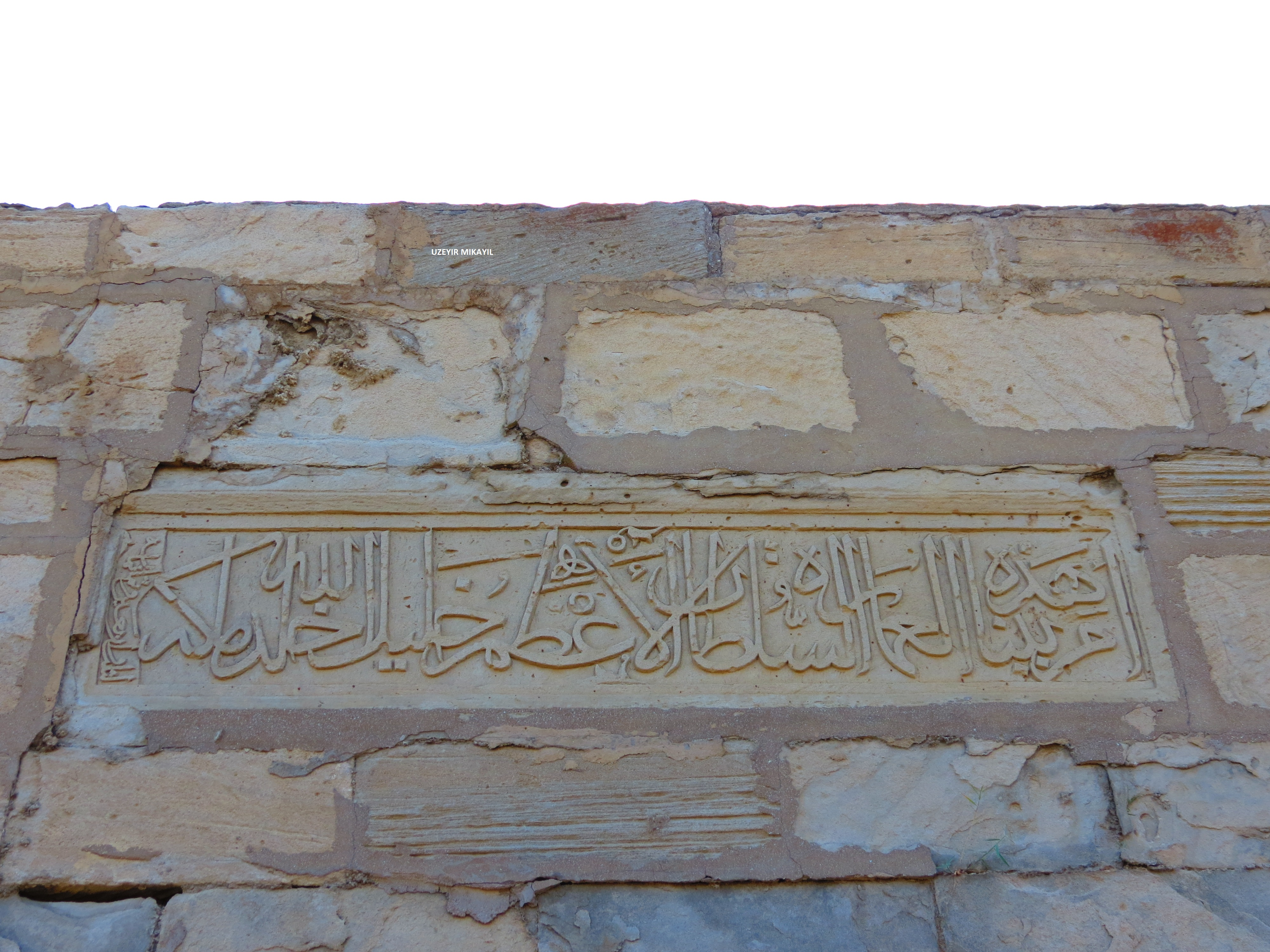
Кітабе на фасаді караван-сарая

Сангачальський караван-сарай знаходиться на березі бухти Каспійського моря, зліва протікає невелика прісна річка Джейранкечмез. Справа караван-сарай захищений від вітрів нагромадженням скелястих каменів. Караван-сарай Сангачал був побудований на колись людному торговому тракті, що з'єднував Баку з Сальяні. На даному тракті було кілька караван-сараїв. Так, в містечку до наших днів зберігся караван-сарай XV століття Гарач, ближче до Сангачалу був Енгі караван-сарай, побудований на кошти купця Хваджа Хаджі Баба (II половина XVI століття). У фонді палацу Ширваншахов зберігається кам'яна плита з написом, яка вказує, що між Баку і Сангачалом був караван-сарай, також побудований купцем Хваджа Хаджі Баба. Однак найдовше (до XIX століття) діяв тільки караван-сарай Сангачал. Так, І. Н. Березін, що побував тут в I половині XIX століття, вказує Сангачальський караван-сарай як «єдине місце з прісною водою».

## Архітектурні особливості

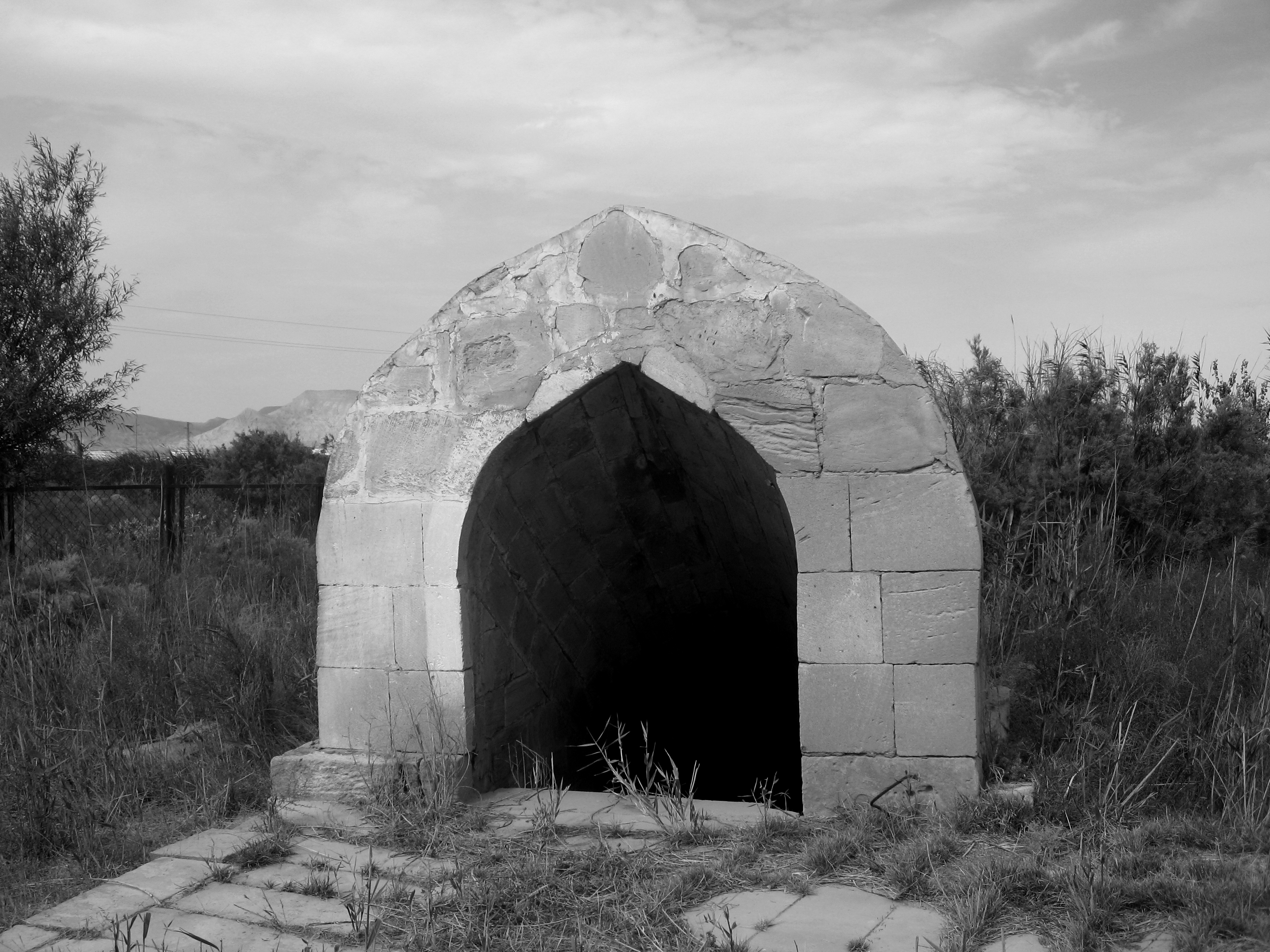
Овдан 1

Структура караван-сараю і його архітектурні особливості детально описані істориками архітектури Л.Бретаницьким і Ш.Фатуллаєвим. Дослідники вважають, що караван-сарай Сангачал — один з найбільш типових караван-сараїв XIV—XV століття по плануванню і архітектурного вигляду. Зовнішній вигляд караван-сараю визначає правильний прямокутник прямих стін, складених з чисто тесаного великого каменю-вапняку. Їх стики і осі укріплені невеликими масивними напівциліндрами, своєрідними пережитками веж оборонних споруд. Наявність напівкруглих веж, декоративних елементів на зовнішніх стінах і своєрідних вікон робить Сангачальський караван-сарай схожим на оборонну споруду. У центрі головного — південно-східного — фасаду над стінами значно підноситься великий портал. Об'ємна композиція побудована на контрастних прийомах, коли підкресленому фасаду центральній частині і розвиненою форми входу протиставлені низькі куртини стін з кутовими осьовими вежами по периметру.
Архітектура фасадів позбавлена будь-якого декору, для всього комплексу характерні чергування широких і вузьких рядів кам'яної кладки, злегка виступаючий кам'яний карниз і рідко розташовані кам'яні водостоки — Гаргула. Караван-сарай в плані прямокутний. Сангачальський караван-сарай, так само, як і Міаджицький (Апшеронський півострів, XV століття) має внутрішній двір. Вхід влаштований досить оригінально: між двома невеликими приміщеннями в нижньому ярусі порталу розташовується перекритий стрілчастим склепінням глибокий отвір, який веде у внутрішній двір. Внутрішнє планування караван-сараю строго симетричне. Двір обрамлений ізольованими приміщеннями. Частина призначалася для купців, в деяких містився в'ючних худобу і зберігалися товари. Дві кам'яні орні сходи Г-подібної форми в плані ведуть в двоповерхову портальну частина. У верху центрального обсягу головного фасаду розташовувалося Балахані — три невеликі кімнати, до яких з двору і вели відкриті сходи. Ймовірно, кімнати Балахані призначалися для найбільш знатних людей каравану. Забудови приміщень різняться: поперечна — дворядна, поздовжня — однорядна. Навпроти входу розташовано відкритого типу приміщення зі стрілчастої аркою. Бічні крила дворової забудови — замкнутого типу, з рідко розставленими прорізами по периметру приміщень стаєнь. Перекриття всіх приміщень склали стрілчасті склепіння, характерні для кам'яного зодчества. Будівельні роботи, особливо кладка стрілчастих склепінь, були високої якості

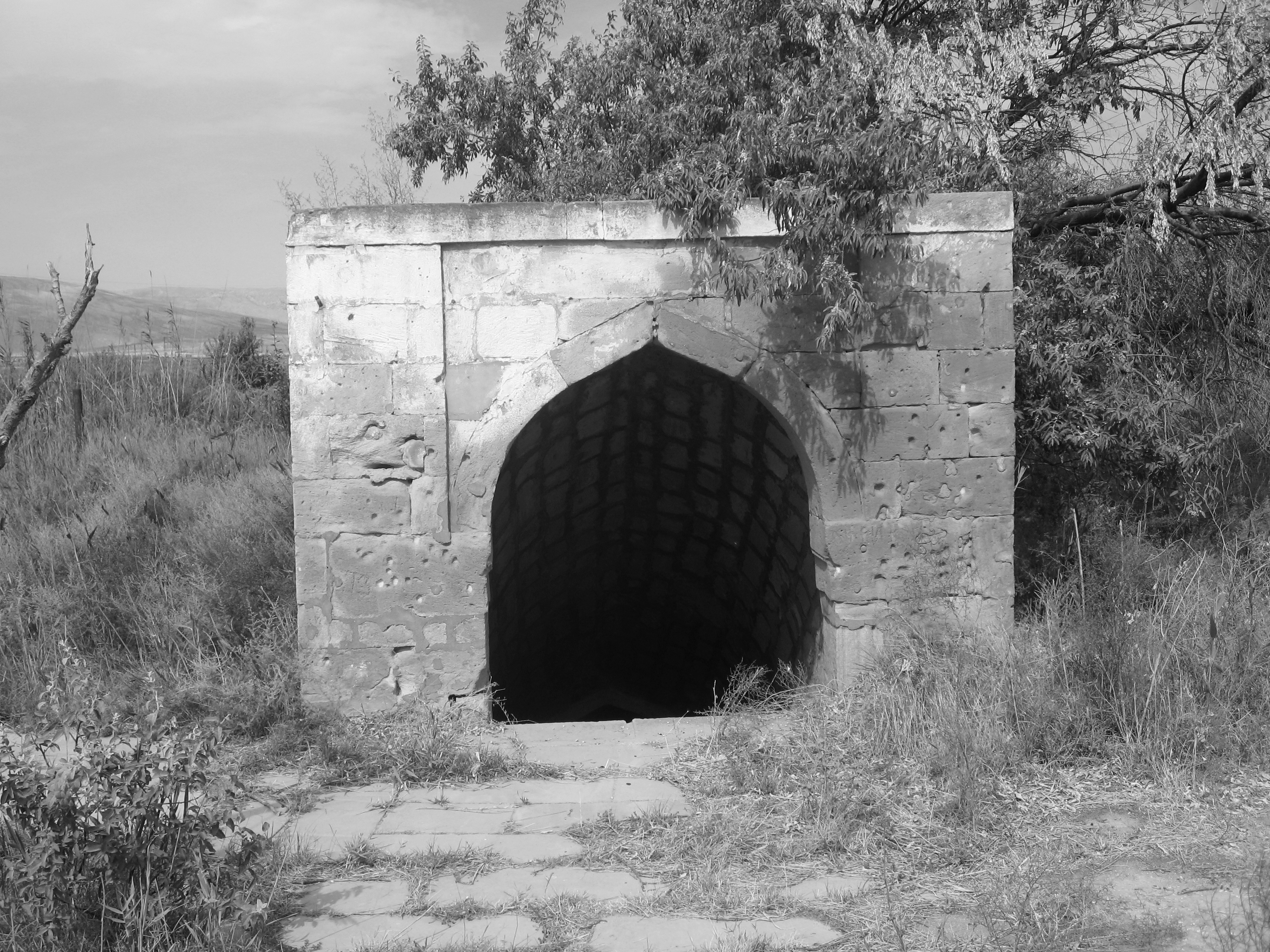
Овдан 2

Питання постачання відпочиваючого каравану питною водою був не менше істотний, ніж забезпечення його безпеки. Тому одним з неодмінних умов вибору місця для будівництва караван-сараю і була близькість джерела. Крім річки, яка перебувала в безпосередній близькості від караван-сараю, водопостачання здійснювалося за допомогою двох овданов біля східного фасаду караван-сараю. Підземні водозбірники досить великого обсягу, покриті стрілчастими склепіннями і призначені для каптажу і зберігання підґрунтя джерельних вод, знаходяться на порівняно великій глибині від поверхні землі. До них ведуть пологі сходи, покриті «повзучими» циліндричними склепіннями, складеними з тесаних кам'яних плит. Невеликі отвори в замку склепінь служать для вентиляції скупо освітлених підземель. У підземні приміщення ведуть невеликі надземні споруди зі звичайними стрілчастими прорізами в традиційних прямокутних обрамленнях. Невеликі, але виразні об'єми овданов з підкресленими стрілчастимиарками порталів вступили у взаємодію з архітектурними формами караван-сараю, створюючи єдину об'ємно-просторове середовище.
На думку Л.Бретаніцкого, "спорідненість стилю архітектурного вигляду караван-сараю з пам'ятниками Ширван-Апшеронского кола безсумнівно. У цьому переконує схожість компоновки архітектурних мас, близькість лаконічних, але підкреслено пластично трактованих архітектурних форм і тотожність що пов'язані з ним. Численні пізніші пам'ятники аналогічного призначення і вигляду свідчать, що цей тип споруд виявився досить стійким. ". На думку Ш.Фатуллаева, «караван-сарай в Сангачалах — період формування і розвитку цивільних споруд на новому етапі осмислення стилістичних особливостей Апшеронского зодчества, що поклали початок будівництва багатьох будівель подібного типу.». «Прихильність» торгової інфраструктури континентальної Азії до обслуговування караванної торгівлі на далекі відстані привела до того, що руйнування Шовкового шляху призвело до занепаду і цієї інфраструктури. Але, на думку дослідників, караван-сарай Сангачал ні покинутий: невеликі сліди ремонтно-відновлювальних робіт та перебудов свідчать, що будівля функціонувало тривалий час.

## Сучасний стан
На території караван-сараю в 90-х роках XX століття була зроблена спроба організувати кафе і навіть проведені незаконні внутрішні і зовнішні переробки (стайня і келії, а також складські приміщення частково перероблені під кухню і кімнати кафе, двір вимощений облицювальними плитами, на фасаді встановлено плити з назвою кафе, встановлені декоративні металеві решітки тощо). Хоча відповідні державні органи запобігли будівництво, наслідки його до сих пір зберігаються.
У 2008 році на міжнародній конференції «Шлях Страбона як частина Великого Шовкового шляху», проведеної під егідою Міжнародного Інституту центральноазіатських досліджень ЮНЕСКО доктором філософії з історії, доцентом Сабухі Ахмедовим було зачитано доповідь на тему «Музей» Азербайджан на Великому Шовковому шляху "в караван-сараї Сангачал ". Висловлена на конференції ідея організувати на території караван-сараю музей «Азербайджан на Великому Шовковому шляху» була підтримана оргкомітетом конференції.
На думку автора, вищевказаний музей може бути створений в караван-сараї Сангачал, так як: Це реальний історичний пам'ятник, пов'язаний з Великим шовковим шляхом. У самому пам'ятнику є можливість проведення реставраційних робіт, створення тематичної експозиції «В одному переході від Баку» (за допомогою манекенів і муляжів відтворити відпочинок каравану, який прибув з далеких країн);
Знахідки якорів в бухті показують, що частина товарів, привезених з суші, відправлялася морським шляхом, тобто є можливість демонстрації морської торгівлі;
Обкатані морем скелі поруч з караван-сараєм наочно показують рівень, який досягав Каспій в період середньовіччя;
Структура караван-сараю і овданов як взірця класичного караван-сараю і в той же час спорудження Ширван-Апшеронська архітектурної школи дозволяє продемонструвати як функціонування караван-сараю, так і рівень розвитку средневеквой архітектури Азербайджану;
Околиці караван-сараю не забудована, що дозволяє побудувати сучасне музейний будинок, де будуть наукові експозиції та фонди музею, а також службові приміщення.

## Зображення караван-сараю

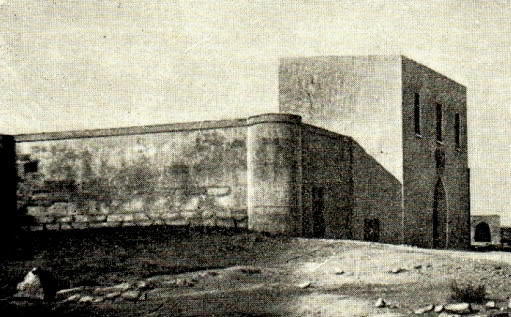
Караван-сарай на початку XX віку
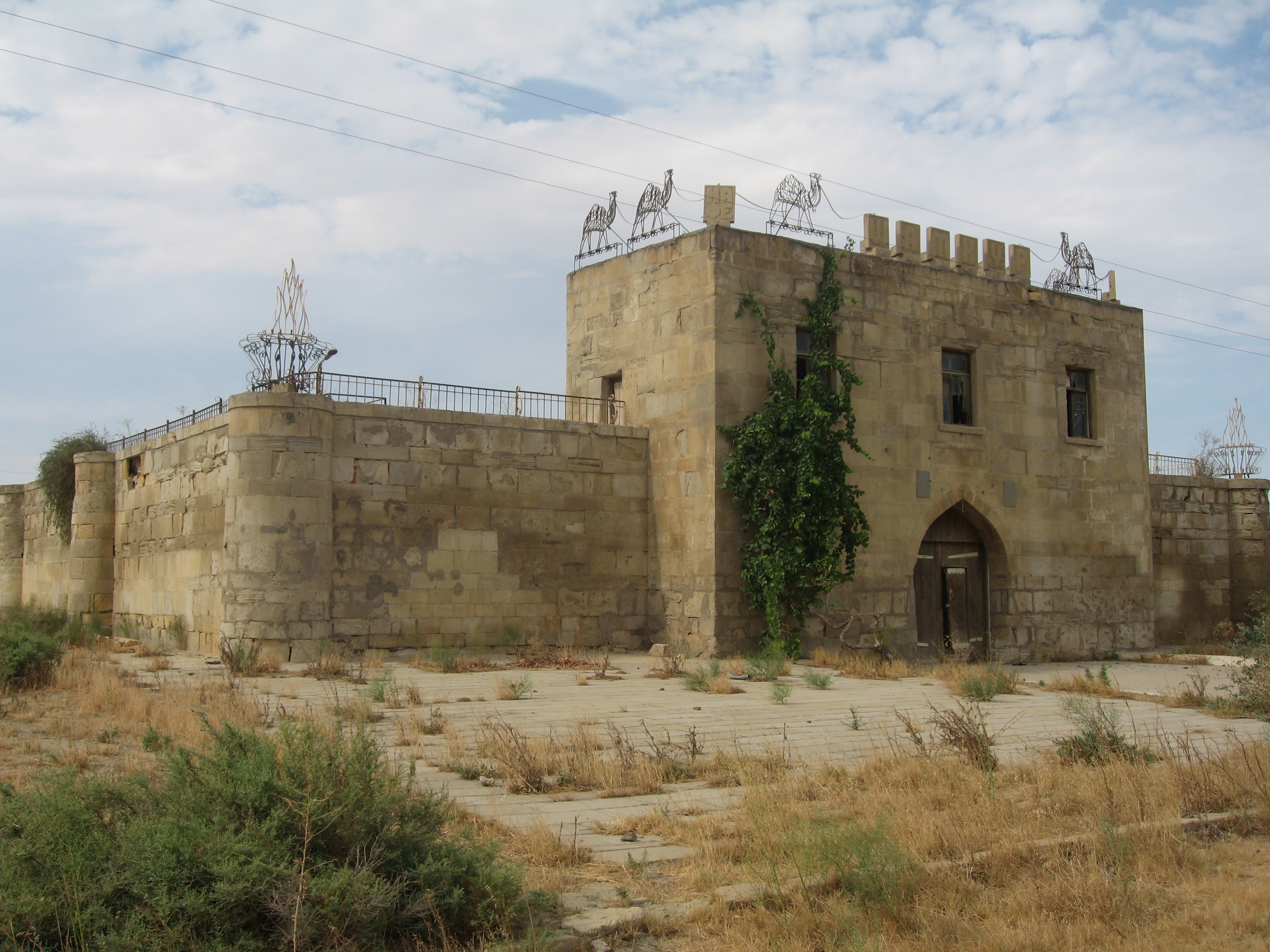
Караван-сарай в 2007 році. Після будівельних робіт під кафе
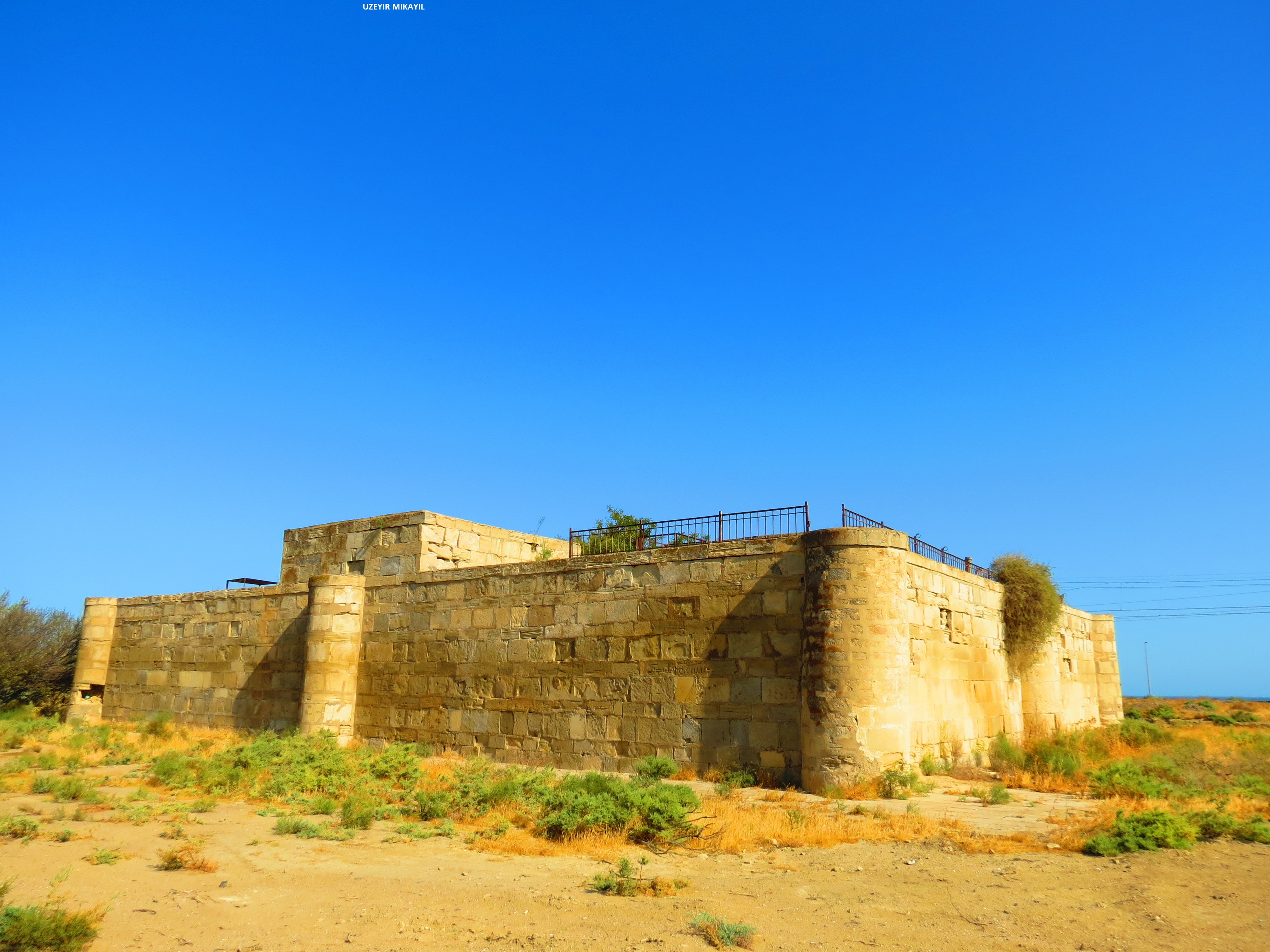
Задня частина караван-сараю
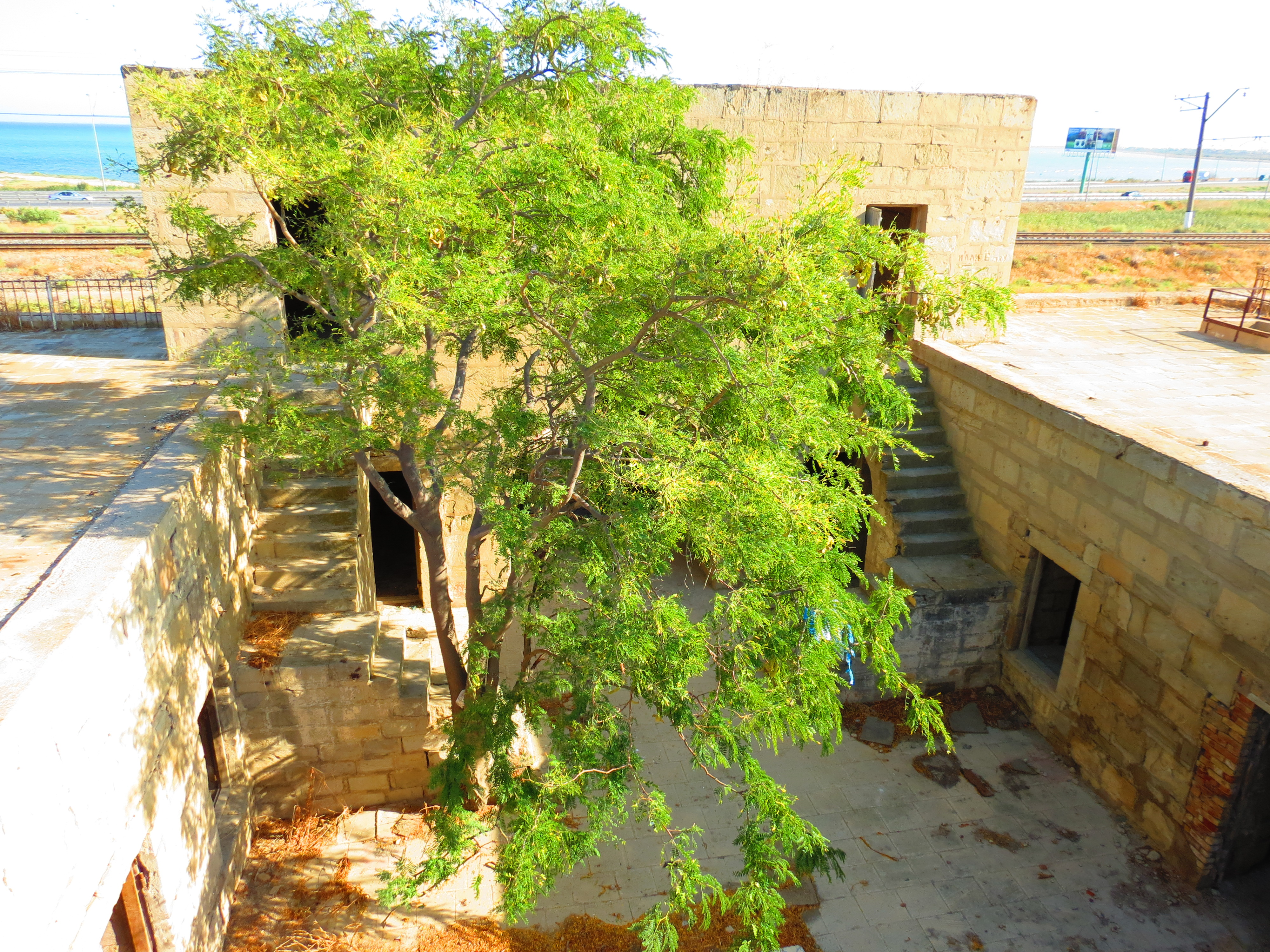
Внутрішній двір
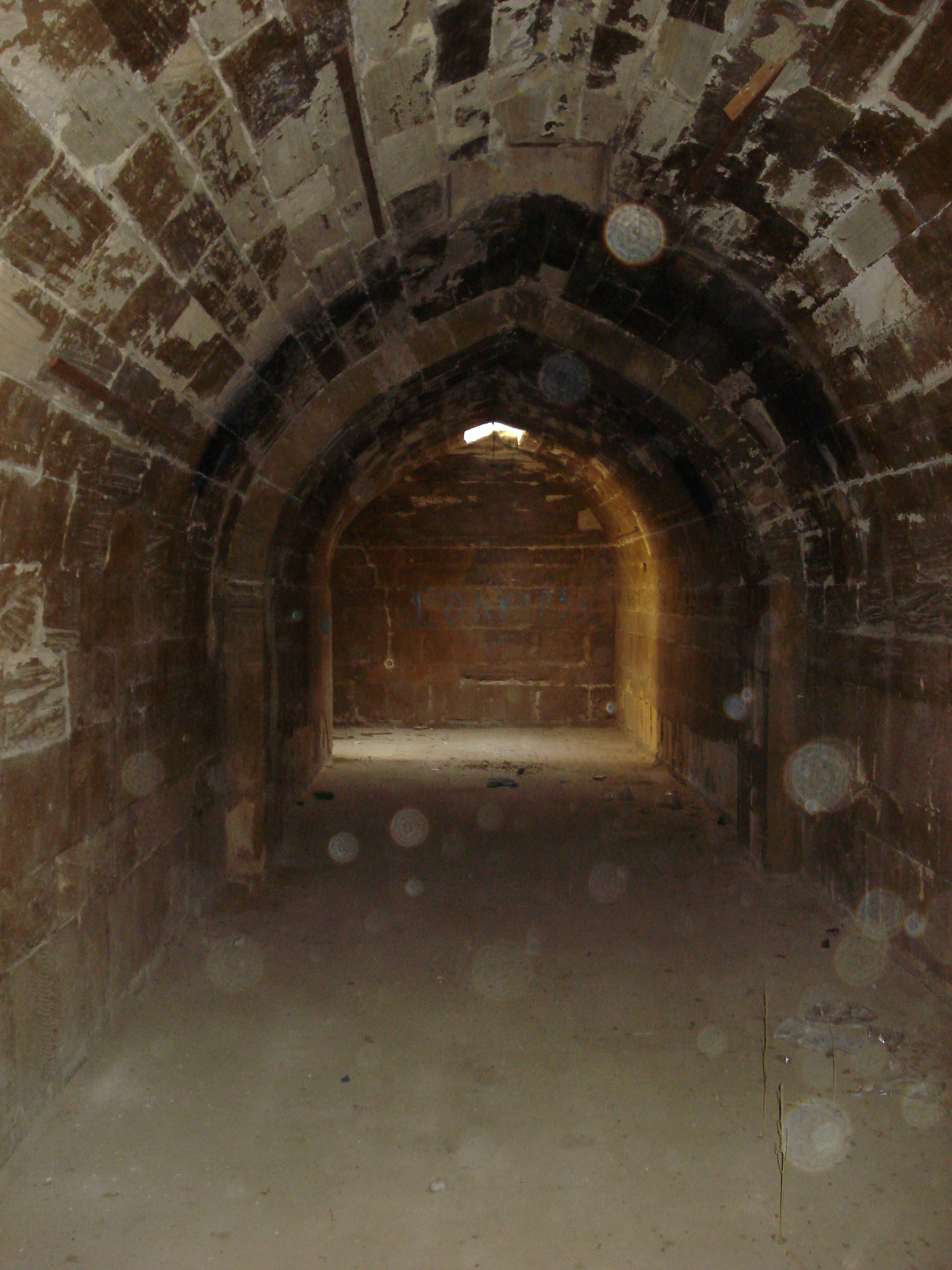
Складскі приміщення Сангачальського караван-сараю